# Лубмін
Лубмін (нім. Lubmin) — громада в Німеччині, розташована в землі Мекленбург-Передня Померанія. Входить до складу району Передня Померанія-Грайфсвальд. Центр об'єднання громад Лубмін.
Площа — 13,88 км2. Населення становить 2108 ос. (станом на 31 грудня 2020).